# Oridorsalis
Oridorsalis es un género de foraminífero bentónico de la familia Oridorsalidae, de la superfamilia Chilostomelloidea, del suborden Rotaliina y del orden Rotaliida. Su especie tipo es Oridorsalis westi. Su rango cronoestratigráfico abarca desde el Oligoceno hasta la Actualidad.

## Clasificación
Oridorsalis incluye a las siguientes especies:
- Oridorsalis marcus
- Oridorsalis pauciapertura
- Oridorsalis primitivus
- Oridorsalis sidebottomi
- Oridorsalis tenerus
  - Oridorsalis tenerus profundus
- Oridorsalis umbonatus
  - Oridorsalis umbonatus ehrenbergi
- Oridorsalis variapertura
- Oridorsalis westi